# Cria ensacada brasileira
A cria ensacada brasileira (CEB) também conhecida como Mal do Barbatimão ou Mal de outono é uma doença que afeta as larvas de abelhas melíferas  e ocorre apenas no Brasil. A doença foi descoberta na década de 90  . A princípio ela foi confundida com a cria ensacada causada pela ação do vírus SBV por apresentar os mesmos sintomas. Inclusive o nome cria ensacada brasileira é chamada dessa forma juntamente por apresentar essa semelhança. No entanto as amostras das colmeias doentes não possuíam o vírus, ao invés disso foram encontradas toxinas presentes no pólen   .  Os pesquisadores então descobriram que quando as abelhas nutrizes alimentavam as crias com o pólen tóxico ocorria a interrupção do desenvolvimento e a morte antes das abelhas chegarem a fase de pupa.
As principais plantas que produzem pólen tóxico para as abelhas responsáveis pelos sintomas da Cria Ensacada são o Stryphnodendron adstringens, Stryphnodendron poplyphyllum conhecidas popularmente como barbatimão e Dimorphandra mollis conhecida como barbatimão-falso    . São árvores nativas do bioma cerrado presentes em vários estados brasileiros. Costumam florescer nos meses de setembro a dezembro [7,9]. Justamente quando os sintomas da doença começam a surgir. Por isso a doença também é chamada de mal do barbatimão e mal do outono.
Em alguns casos, pode provocar 100% de mortalidade de crias, chegando a destruir uma colônia forte em menos de dois meses [8]. A maioria dos relatos são para colmeias de Apis mellifera, mas já existem estudos da toxidade da planta para abelhas sem ferrão , sendo ainda desconhecidos os efeitos sobre abelhas solitárias.

## Sintomas
- Favos com falhas e opérculos geralmente perfurados ou removidos.[2] [9]
- Ocorre a formação de líquido entre a epiderme da larva e da pupa em formação.[2] [9]
- A morte ocorre na fase de pré-pupa.[2] [9]
- Não apresenta cheiro pútrido.[2] [9]
- A cor do corpo da cria muda para amarelo e depois de morrer se torna marrom escuro, ou cinza. A cabeça e as regiões torácicas escurecem primeiro.[2] [9]
- Quando a cria doente é retirada do alvéolo com o auxílio de uma pinça, apresenta formato de saco, ficando o líquido acumulado na parte inferior.[2] [9]

## Prevenção e Tratamento
- O tratamento indicado é o fornecimento de alimentação artificial a base de mistura proteica para a substituição do pólen. O alimento deve ser fornecido 30 dias antes do início da floração do Barbatimão que geralmente ocorre no período da seca.[3] [9]
- É recomendado também evitar a instalação de apiários em locais de incidência do Barbatimão, lembrando que não se deve cortar essa árvore pois é crime ambiental.[3] [9]